# Linköpings Studentsångare
Linköpings Studentsångare (1972–2011 med namnet Linköpings Studentsångarförening Lihkören) är en akademisk manskör, grundad 1972. Den är knuten till Linköpings universitet och leds sedan hösten 2023 av director musices Jakob Grubbström.

## Historik
Linköpings Studentsångare bildades 1972 under namnet Lihkören av entusiastiska studenter vid dåvarande Linköpings Högskola (LiH — därav namnet). Det nya namnet antogs 2011 för att närmare knyta an till den svenska akademiska manskörstraditionen. 
Genom åren har kören utvecklats, både musikaliskt och organisatoriskt.  Sedan mitten av åttiotalet räknas kören som en av Sveriges absolut bästa manskörer. Idag rekryteras sångare från universitetets samtliga fakulteter och även utanför universitetets ramar - allt för att hålla högsta möjliga musikaliska kvalitet. I april 1993 vann kören tillsammans med två andra Linköpingskörer den riksomfattande tävlingen Körchansen, som arrangerades av Sveriges Radio, Svenska Rikskonserter och Sveriges Körförbund.

## Dirigenten
Sedan hösten 2023 är Jakob Grubbström körens dirigent. Han efterträdde då Christina Hörnell som hade varit körens dirigent sedan hösten 2014. Dessförinnan var Hans Lundgren körens dirigent åren 1979–2015. Som director musices vid Linköpings universitet leder Jakob Grubbström även Östgöta Kammarkör.
- 1972–1973: Per Östlund
- 1973–1973: Gerhard Wenzel
- 1973–1978: Jan Tengström
- 1978–1978: Björn Hård af Segerstad
- 1979–2014:  Hans Lundgren
- 2014–2023: Christina Hörnell
- 2023–: Jakob Grubbström[2][3]

## Evenemang
Det mest traditionella i Linköpings Studentsångares verksamhet torde nog vara sjungningen på Borggården i Linköping vid varje Valborgsmässoafton, då kören hälsar våren välkommen tillsammans med flera tusen Linköpingsbor. Något som också är årligen återkommande är körens julkonserter, som brukar vara i någon av stadens kyrkor.
Förutom dessa fasta inslag har kören normalt en höst- och en vårkonsert med både traditionell och modern manskörsmusik kombinerat med lättare underhållning och studentikosa spex.

## Internationellt
Linköpings Studentsångare har regelbundet turnerat utomlands, bland annat till Danmark (1980, 1996), Finland (1983, 1987, 1990, 1998, 2003, 2005 och 2012), USA (1988), Jordanien (1989), Norge (1977, 1993, 2001, 2004 och 2008), Storbritannien (1994, 2005, 2007 och 2010), Spanien (1996), Estland (1999 och 2014), Sydafrika (2000), Kroatien (2008), Makedonien (2013) och Island (2016).

## Samarbete
Linköpings Studentsångare är en del av den nordiska akademiska körtraditionen och som en del av denna samarbetar kören med jämna mellanrum med andra liknande körer, till exempel Stockholms Studentsångare, Lunds Studentsångförening, Akademiska Sångföreningen (Helsingfors), Akademiska damkören Lyran (Helsingfors), Brahe Djäknar (Åbo), Florakören (Åbo), Den norske Studentersangforening (Oslo) och Studentersangforeningen (Bergen). Kören var initiativtagare till den första Nordiska studentsångarstämman i modern tid, i Linköping 1987.

## Sånggrupper sprungna ur Linköpings Studentsångare
Ett flertal sånggrupper har sitt ursprung ur Linköpings Studentsångare, varav de kanske mest kända eller i varje fall mest långlivade är Break Even, DubbelQuartetten FRAM,  Sånggruppen Men, G7 samt Fracktionen. Aktiva sånggrupper brukar ibland få vara med på konserter med Linköpings Studentsångare, men agerar annars självständigt som underhållare på fester och annat.

## Utmärkelser
Vid The Third British International Male Voice Choral Festival i maj 2007 vann kören två förstapriser och dirigenten tilldelades Conductor's Award.
- 2023: Rolf Wirténs kulturpris.[8]

## Diskografi
Kören har producerat flera skivor och framträtt i tv och radio både i Sverige och utomlands.
- LP Lihkören, Julmusik (1984)
- LP Lihkören, Vårsånger (1987)
- CD 1 Lihkören, Julmusik (1996)
- CD 2 Lihkören, Spring and party songs (1996)
- CD 3 Lihkören, Swedish male voice choir music (1999)
- CD Lihkören och Linnea, Musical Engagement (2004)
- CD Linköpings Studentsångare, In English (2013)